# Новая Моловата
Новая Моловата, Моловата Ноуэ (рум. Molovata Nouă) — село в Дубоссарском районе Молдавии. Является административным центром коммуны Новая Моловата, включающей также село Роги, согласно декларируемому административно-территориальному делению Молдовы. Фактически село Роги является частью непризнанного государства Приднестровской Молдавской Республики и подчинено Дубоссарскому городскому совету Приднестровской Молдавской Республики.

## История наименования
Основано в 1761 году под названием Маловатое напротив правобережного села Маловата, от которого и получило своё название. Было одним из первых населенных пунктов на левом берегу Днестра, где были построены деревянные церкви.
После создания Молдавской ССР оба села на двух берегах Днестра со схожими названиями — Маловатое и Маловата — оказались в составе этой союзной республики, где молдавский язык был официальным. Вопрос перевода топонимов стал также актуальным. На молдавском языке название села Маловата писалось как Моловата (рум. Molovata) и изначально являлось молдавской адаптацией русского наречия маловато. Молдавской адаптацией слова Маловатое стала та же самая Моловата. Так оба населённых пункта оказывались с одинаковыми наименованиями на молдавском языке. На русскоязычных советских картах 1930—1940-х годов оба населённых пункта также имели одинаковые русскоязычные названия – Маловатое. Поскольку делопроизводство в Молдавской ССР велось преимущественно на русском языке, совпадение молдавских названий разных населённых пунктов не доставляло больших неудобств, пока в начале 1970-х годов для русскоязычных вариантов названий обоих сёл не стали применять обратные заимствования из молдавского языка. Таким образом, оба населённых пункта получили одинаковое название Моловата уже не только в молдавском, но и в русском языке. Чтобы исключить путаницу, 25 января 1978 года левобережное село Моловата (бывшее Маловатое) было переименовано, получив название Новая Моловата (молд. Моловата Ноуэ).
Название Новая Моловата является официальным в Приднестровской Молдавской Республике. После 1992 года в Республике Молдова в русскоязычных материалах обычно применяется термин Моловата Ноуэ.

## География
Село Маловаты расположено в 8 км от города Дубоссары и 58 км от Кишинёва на высоте 71 метра над уровнем моря.
Село расположено на левом берегу реки Днестр, но подчиняется конституционным властям Молдовы. С правого берега реки (с Молдовы) в Маловатое можно добраться либо на пароме, либо по республиканской трассе Приднестровской Молдавской Республики Тирасполь-Дубоссары-Рыбница.

## Население
По данным переписи населения 2004 года, в селе Новая Моловата проживает 1851 человек (902 мужчины, 949 женщин).
В Маловатом зарегистрировано 600 домашних хозяйств, на каждое из которых в среднем приходится 3,1 человека.
Этнический состав села:
| Национальность | Число жителей | Процентный состав |
| -------------- | ------------- | ----------------- |
| молдаване      | 1824          | 98.54             |
| русские        | 17            | 0.92              |
| украинцы       | 4             | 0.22              |
| гагаузы        | 2             | 0.11              |
| прочие         | 4             | 0.22              |
| Всего          | 1851          | 100 %             |